# Seria Mărgelatu
Seria Mărgelatu este o serie de filme românești istorice de aventuri. Filmele au apărut în perioada 1980-1987, primele trei fiind regizate de Doru Năstase, următoarele două de Gheorghe Vitanidis, iar ultimul film de Mircea Moldovan. Rolul titular este interpretat de actorul Florin Piersic.

## Lista filmelor

### I: Drumul oaselor
A apărut în 1980, în regia lui Doru Năstase. În acest film un grup de boieri din organizația "Frăția" intră în posesia unei comori rămase de la Tudor Vladimirescu și ascunsă de un bătrân boier patriot sub albia unui râu. Ei străbat un teren secetos din Țara Loviștei, denumit "Drumul oaselor", pentru a scoate din țară comoara și a o vinde, iar cu banii obținuți să cumpere arme pentru realizarea unei revoluții.

### II: Trandafirul galben
A apărut în 1982, în regia lui Doru Năstase. "Trandafirul galben" este numele conspirativ al lui Mărgelatu, sub care ajută organizația secretă „Frăția” în pregătirea forțelor revoluționare de la 1848. Filmul este axat pe transportul de la Viena în Țara Românească a armelor cumpărate cu banii obținuți pe odoarele lăsate de domnul Tudor Vladimirescu în grija boierului Stroe Grădișteanu, pe care Mărgelatu le-a protejat cu greu de hoți și de oamenii Agiei. Cu ajutorul acelor arme, organizația conspiraționistă "Frăția" vrea să declanșeze o revoluție.

### III: Misterele Bucureștilor
A apărut în 1983, în regia lui Doru Năstase. Acest film prezintă plănuirea de către mai multe tabere a unei revoluții pentru detronarea domnitorului Gheorghe Bibescu și începerea revoltelor populare în București.

### IV: Masca de argint
A apărut în 1985, în regia lui Gheorghe Vitanidis. Evenimentele îl aduc în Țara Românească pe bancherul Troianoff, o persoană darnică și totodată suspectă, despre care Aga vrea să afle totul, prin spionul său plătit, Agatha Slătineanu (Marga Barbu). În timpul unei petreceri fastuoase oferite de Troianoff, în care doamnele găsesc sub servete bijuterii costisitoare, iar Agatha primește însăși trăsura bancherului, cu tot cu vizitiu, are loc un conflict în care sunt împușcați doi oameni. Asasinul poartă îmbrăcămintea lui Margelatu, o pălărie identică cu a viteazului și o mască de argint pe față. Boierul Vâlcu este jefuit de o comoară de către așa-zisul bancher Troianoff și Agatha Slătineanu, dar Mărgelatu reușește să recupereze aurul în folosul „Frăției”.

### V: Colierul de turcoaze
A apărut în 1986, în regia lui Gheorghe Vitanidis. În acest film este răpit un bancher vienez și fiica sa în scopul declanșării unui scandal diplomatic, dar Mărgelatu reușește să dejoace această încercare.

### VI: Totul se plătește
A apărut în 1987, în regia lui Mircea Moldovan. Acest film prezintă descoperirea și anihilarea de către Mărgelatu a unui complot al austriecilor prin infiltrarea în organizația Frăția a unui fals trimis al revoluționarului francez Alphonse de Lamartine.